# Nuevo Jalisco Osumacinta
Nuevo Jalisco Osumacinta är en ort i Mexiko.   Den ligger i kommunen Palenque och delstaten Chiapas, i den sydöstra delen av landet, 800 km öster om huvudstaden Mexico City. Nuevo Jalisco Osumacinta ligger 151 meter över havet och antalet invånare är 208.
Terrängen runt Nuevo Jalisco Osumacinta är huvudsakligen kuperad, men åt nordväst är den platt. Terrängen runt Nuevo Jalisco Osumacinta sluttar norrut. Runt Nuevo Jalisco Osumacinta är det glesbefolkat, med 11 invånare per kvadratkilometer. Närmaste större samhälle är Tenosique de Pino Suárez, 18,0 km norr om Nuevo Jalisco Osumacinta. I omgivningarna runt Nuevo Jalisco Osumacinta växer i huvudsak städsegrön lövskog.